# Saxonburg
Saxonburg és una població dels Estats Units a l'estat de Pennsilvània. Segons el cens del 2000 tenia 1.629 habitants.

## Demografia
Segons el cens del 2000, Saxonburg tenia 1.629 habitants, 655 habitatges, i 391 famílies. La densitat de població era de 714,7 habitants/km².
Dels 655 habitatges en un 22,7% hi vivien nens de menys de 18 anys, en un 47,8% hi vivien parelles casades, en un 10,4% dones solteres, i en un 40,2% no eren unitats familiars. En el 35,3% dels habitatges hi vivien persones soles el 17,3% de les quals corresponia a persones de 65 anys o més que vivien soles. El nombre mitjà de persones vivint en cada habitatge era de 2,13 i el nombre mitjà de persones que vivien en cada família era de 2,75.
Per edats la població es repartia de la següent manera: un 16,8% tenia menys de 18 anys, un 5,9% entre 18 i 24, un 21,9% entre 25 i 44, un 21% de 45 a 60 i un 34,4% 65 anys o més.
L'edat mediana era de 50 anys. Per cada 100 dones de 18 o més anys hi havia 69 homes.
La renda mediana per habitatge era de 32.159$ i la renda mediana per família de 41.875$. Els homes tenien una renda mediana de 37.500$ mentre que les dones 24.135$. La renda per capita de la població era de 21.931$. Entorn del 7,8% de les famílies i el 9,6% de la població estaven per davall del llindar de pobresa.

## Poblacions més properes
El següent diagrama mostra les poblacions més properes.